# Coppa Val d'Olona 1910
La Coppa Val d'Olona 1910, quinta ed ultima edizione della corsa, si svolse il 28 agosto 1910 su un percorso di 198 km. La vittoria fu appannaggio del francese Henri Lignon, che completò il percorso in 6h35'00", precedendo gli italiani Mario Bruschera e Luigi Ganna.
Sul traguardo di Legnano 12 ciclisti portarono a termine la competizione. 

## Ordine d'arrivo (Top 10)
| Pos. | Corridore        | Squadra           | Tempo    |
| ---- | ---------------- | ----------------- | -------- |
| 1    | Henri Lignon     | Alcyon-Dunlop     | 6h35'00" |
| 2    | Mario Bruschera  | Bianchi           | s.t.     |
| 3    | Luigi Ganna      | Atala-Continental | s.t.     |
| 4    | Dario Beni       | Bianchi           | s.t.     |
| 5    | Pietro Aymo      | Peugeot           | s.t.     |
| 6    | Emilio Chironi   | OTAV-Pirelli      | s.t.     |
| 7    | Carlo Galetti    | Atala-Continental | a 50"    |
| 8    | Alfredo Sivocci  | Legnano           | a 5'00"  |
| 9    | Eberardo Pavesi  | Atala-Continental | s.t.     |
| 10   | Andrea Massironi | Atena             | a 19'00" |